# Albert Febvre-Longeray
 (novembre 2013).
Si vous disposez d'ouvrages ou d'articles de référence ou si vous connaissez des sites web de qualité traitant du thème abordé ici, merci de compléter l'article en donnant les références utiles à sa vérifiabilité et en les liant à la section « Notes et références ».
Albert Febvre-Longeray est un compositeur, critique musical et architecte français, né à Lyon le 13 mai 1886 et mort à Royan le 21 mars 1942.

## Biographie
Dans sa ville natale, il est l'élève de Antoine Mariotte, Augustin Savard et G.M. Witkowski au Conservatoire de musique, tout en accomplissant ses études d'architecture à l'École des beaux-arts de Lyon. Il est membre du cénacle amical de "l'Académie du Pot au Feu", où il côtoie Henri Béraud, Charles Dullin, Albert Londres, les frères Louis et Romain Bouquet, s'attachant ainsi à fréquenter à la fois des personnalités du monde littéraire et des Beaux-Arts, comme dans sa vie parisienne ultérieure.

### Le musicien
Ses débuts de compositeur ayant été interrompus par la guerre, il se fixe en 1919 à Paris, où il mènera de multiples activités, compositeur, pianiste (et à l'occasion chef d'orchestre), critique musical (article bimensuel « Notes et Documents de Musique » dans la Revue de la Quinzaine du Mercure Musical, où il commente notamment les parutions d'ouvrages sur la musique). Les premières auditions de ses œuvres sont régulièrement commentées dans la presse. Parmi les sommets de sa carrière seront les créations par Walther Straram de deux partitions symphoniques, Stèle pour le Pêcheur de lune et Trois Danses à écouter, aux Concerts Straram.
Malgré l'oubli dans lequel il est tombé de nos jours, il semble avoir été une figure reconnue du milieu musical parisien. Le Journal des débats le mentionne comme un des invités lors d'une réception prestigieuse donnée en mai 1929 par la pianiste Magda Tagliaferro en l'honneur de Leopold Stokowski. Le chef d'orchestre américain avait dirigé, le mois précédent, Stèle pour le Pêcheur de lune avec son orchestre à Philadelphie.
Peu abondante, son œuvre musicale révèle une harmonie post-debussyste, parfois proche de celle de Jean Roger-Ducasse, et des préoccupations esthétiques à rapprocher de son métier parallèle d'architecte. L'écrivain André Delacour, dans L'Européen du 18 mars 1931, y voit « Un accent profond qui révèle l'intensité de sa vie intérieure ; une passion contenue que sa contrainte rend d'autant plus forte ; un mélange de mysticisme et de sensualité ; quelque chose de confortable à la fois et d'aventureux ; beaucoup de raison alliée à beaucoup d'élan ; l'âme qui anime et ennoblit la matière, et la matière qui, par sa résistance, permet à l'âme d'aller jusqu'au bout de son pouvoir ».
Il restera très lié sa vie durant au compositeur Antoine Mariotte, réalisant l'illustration de couverture de la partition de son opéra "Esther, princesse d'Israël". Quand celui-ci est nommé administrateur général de l'Opéra-Comique (1936-1939), il engage Febvre-Longeray comme secrétaire général.
Il épouse en décembre 1929 la pianiste Marcelle Ruff-Longeray (1896-1990), qui jouera souvent ses œuvres et accompagnera maints solistes en concert et à la radio. Un enregistrement Gramophone subsiste d'elle : En Blanc et Noir (Scherzando) de Debussy - Suite Brève, Air de Ballet de L. Aubert, par Marcelle Ruff et Dominique Jeanès à deux pianos (octobre 1929).

### L'architecte
L'architecte Febvre-Longeray est répertorié comme membre de l’Union Syndicale des Architectes Français (U.S.), son bureau étant situé à l'adresse de son domicile de la rue Montenotte (Paris 17e). On lui doit notamment un immeuble du 16e arrondissement, 6 rue Picot (1933-34), dont l'originalité de la façade tranche avec le style environnant.
Très attaché au Pays basque et séjournant souvent à Guéthary, il est secrétaire de la société des "Amis de Guéthary", "Gapelua", créée fin 1929, pour laquelle il réalisera le monument à Paul-Jean Toulet (enchâssant une sculpture d'Auguste Guénot) érigé à proximité de la villa du poète. Dans la même commune de Guéthary, on lui doit plusieurs constructions de style néobasque, dont les villas Iduskian, Etchecarola, ainsi que le "Café de Madrid", devenu de nos jours "Hôtel de Madrid".
Une exposition parisienne "Les Bourbons de la restauration à nos jours" pour le centenaire de Charles X en 1936 mentionne de lui un « projet de monument au prince Sixte de Bourbon ».
Il apparaît également aux expositions des "Musiciens Peintres" (1932,1934) aux côtés d'œuvres de Pierre Jamet, Henry Merckel, Pierre Pasquier…
Par ailleurs, il est reçu membre de la Société française d'archéologie en mai 1922.

## Œuvres musicales

### Musique de piano
- Motifs de songes - Soir (1910-1911)
- Danse à écouter (Sarabande en rondel) pour la harpe ou le piano (1914 - reprise ultérieurement dans les Trois danses à écouter)
- Architectures (1921-1924)[7] :
  - Prélude : le message des maîtres d'œuvre
  - I. Grecque
  - II. Celtique
  - III. Romane
  - IV. Française (ogivale du XIIIe siècle)

(dédiées à la pianiste Juliette Lampre qui les crée à la Société musicale indépendante le 4 juin 1926, salle des Agriculteurs)
- Quatre Préludes (d'une aube retrouvée) Ed.Durand (1927), unique partition encore éditée de nos jours.
- Nocturne en si mineur (1927)
- Page Noire (Salle du conservatoire de Paris 1930)
- Arrière-musique pour piano quatre mains

### Musique de chambre
- Sonate de jeunesse pour piano et violon (1905 - signée "Albert Febvre")
- Automne (pour le Dixtuor à cordes Léo Sir - Société musicale indépendante)
- Sonate en si pour violon et piano (1913-1919)
- Sonate en ut pour violoncelle et piano (1926)
- Récit varié pour sous-basse et piano[8]

### Orchestre
- Symphonie "dans le 2e ton dièse" (1906-07)
- Stèle pour le Pêcheur de lune, nocturne symphonique (Concerts Straram, salle Pleyel, 29 mars 1928 - Stokowski, Philadelphie, avril 1929[9])
- Trois danses à écouter[10]: Sarabande, Pavane, Tempo di Marcia (Concerts Straram, Théâtre des Champs-Élysées, 14 février 1929)
- Concerto pour piano et orchestre (1932) (1re audition 1936 Radio-Paris Poste Colonial dir. H.Tomasi, 1957 R.T.F. Orchestre Radio Symphonique dir. E.Bigot) : Ballade, Ronde, Harmonies, Toccata

### Musique vocale
- Détresse, poème de Blanche Febvre[11](1904)
- Mélopée * pour chant et trio instrumental, texte de A.Febvre-Longeray (1911)
- Remembrance *, texte de A.Febvre-Longeray (1920)
- Trois Poèmes * de Jules Laforgue: "Je ne suis qu'un viveur lunaire", "Locutions des Pierrots", "Petite Chapelle" (1924)
- Madrigal Romantique, poème de Victor Hugo (1932)

* ces mélodies existent également avec accompagnement d'orchestre.

### Musique de film
Musique pour Le Collier de la reine (1929) « Œuvres des XVIIe et XVIIIe siècles arrangées par André Roubaud et Febvre-Longeray »